# Пузаченко, Юрий Георгиевич
Ю́рий Гео́ргиевич Пузаче́нко («Пузак»; 2 февраля 1940, Москва — 10 ноября 2018, Москва) — советский и российский биолог, эколог и географ, доктор географических наук, специалист по математическим методам в биологии и географии. Главный научный сотрудник Института проблем экологии и эволюции им. А. Н. Северцова, профессор географического факультета МГУ.

## Биография
Родился 2 февраля 1940 года в городе Москва.

### Образование

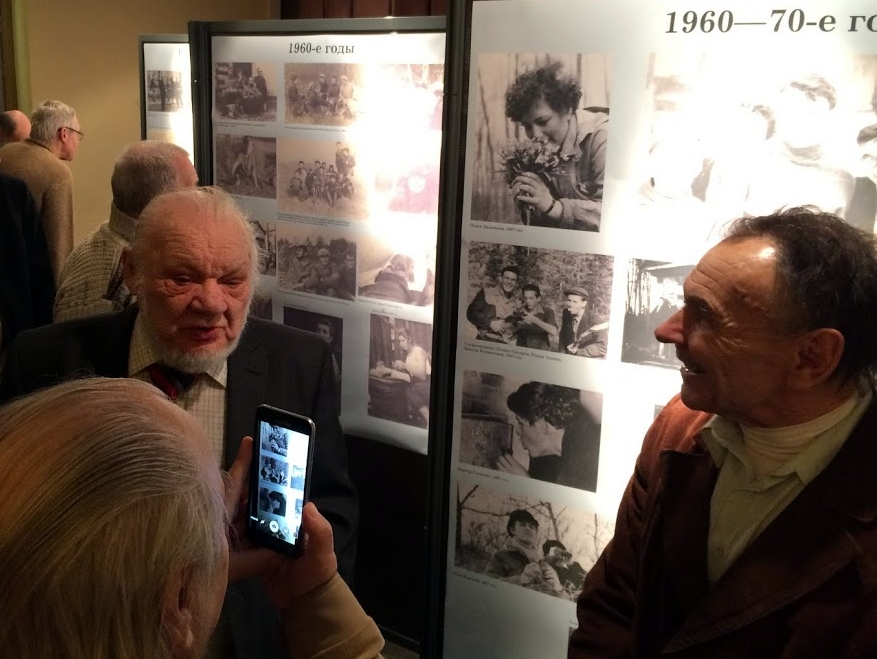
Ю. Г. Пузаченко на праздновании 120-летия «ППС», 2017.

Среднее образование получил в московской школе № 7, находившейся по адресу Казанский переулок, дом 10.
С 1952 года активно занимался в биологическом кружке ВООП (широко известен как «Пузак») под руководством П. П. Смолина (ППС). Вместе с Борисом Виленкиным, Петром Второвым, Романом Злотиным, Ольгой Шохиной, Михаилом Черняховским, Леонидом Лисовенко и Николаем Дроздовым, они стали яркими представителями второго поколения ВООПовцев.
В 1957—1962 годах учился на географическом факультете МГУ, кафедра биогеографии.
В 1964—1967 годах учился в аспирантуре географического факультета МГУ.
В 1970 году его кандидатская диссертация была рекомендована к защите в качестве докторской диссертации «Изучение организации биогеоценотических систем». В 1971 году он стал самым молодым доктором географических наук в стране.

### Научная работа
В 1962—1964 годах работал начальником московской партии Охотустроительной экспедиции Главохоты РСФСР.
В 1968—1972 годах работал младшим научным сотрудником в Ботаническом институте АН СССР.
В 1972—1980 годах заведовал лабораторией биогеоценологии Тихоокеанского института географии Дальневосточного научного центра АН СССР. Был одним из основателей института и его научных направлений.
Был одним из организаторов экспедиций в тропические воды Тихого океана на научно-исследовательском судне «Каллисто», рейсы 1976—1977 и 1980 годов.
С 1985 года заведовал лабораторией биогеоценологии Института эволюционной морфологии им. А. Н. Северцова. Одновременно читал курс лекций в Российском открытом университете и на географическом факультете МГУ. Действительный член РАЕН (1999).
Выпустил серию учебных пособий: «Общая экология», «Основы общей экологии», «Математические методы в экологических и географических исследованиях» и другие.

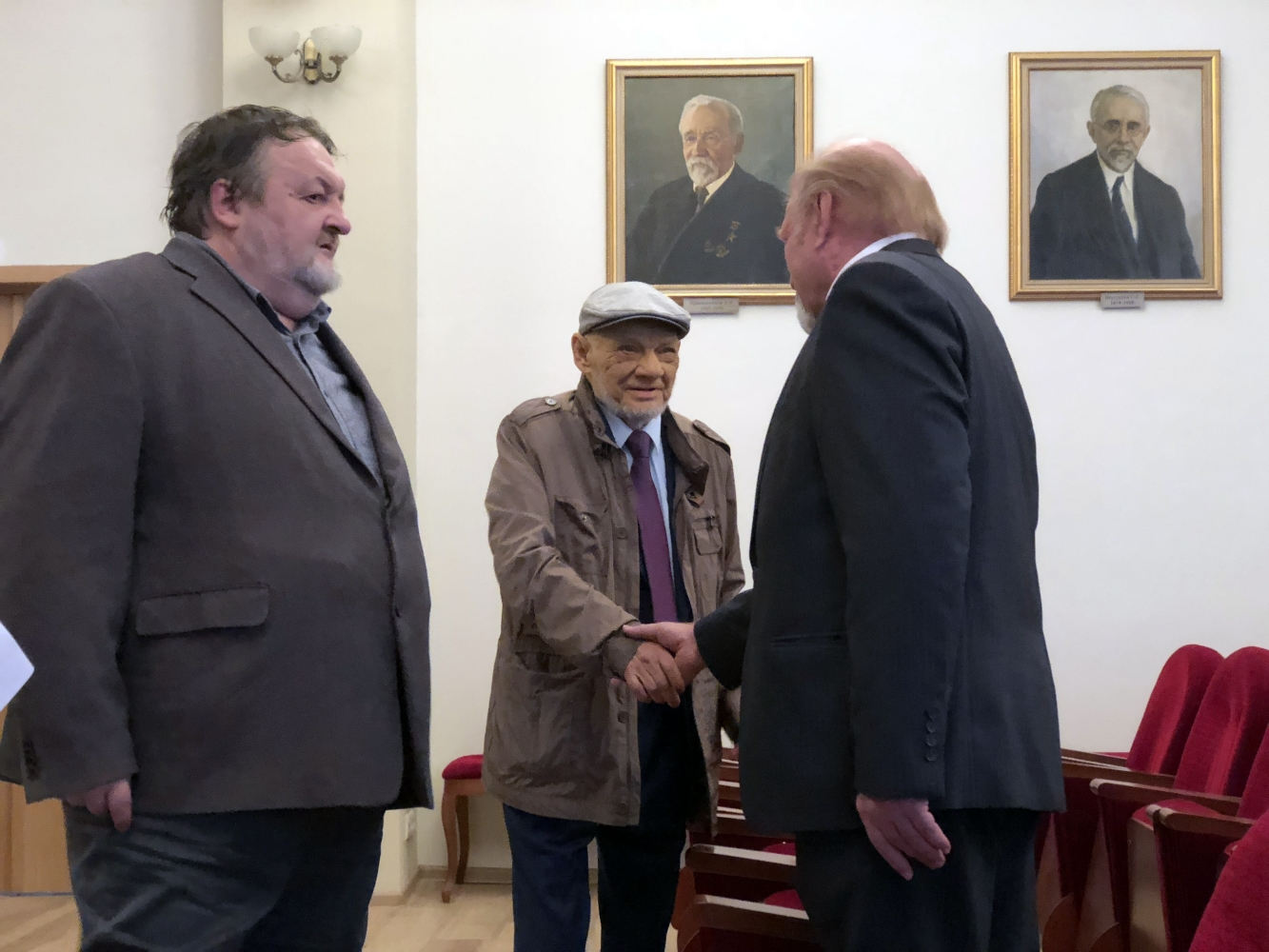
23 октября 2018 года в Почвенном институте им. В. В. Докучаева

23 октября 2018 года выступил в Почвенном институте им. В. В. Докучаева с докладом на тему «Пространственная структура некоторых свойств палевоподзолистых почв», на заседании посвящённом 90-летию со дня рождения Ф. И. Козловского.
Скончался 10 ноября 2018 года в Москве.
12 ноября 2018 года, в сообщении о смерти, Институт проблем экологии и эволюции имени А. Н. Северцова РАН написал:

10 ноября 2018 года, после тяжелой болезни, на 79-м году жизни скончался Юрий Георгиевич Пузаченко — замечательный и разносторонний ученый.
Ю. Г. Пузаченко — профессор, доктор географических наук главный научный сотрудник Лаборатории биогеоценологии им. В. Н. Сукачева, старейшина научного коллектива ИПЭЭ РАН.

## Семья
Родители:
- Отец — Георгий Геннадьевич Пузаченко (1919—1941)[12]
- Мать — Алла Вениаминовна Попова — горный инженер.

Сыновья:
- Андрей (род. 1964) — российский учёный биолог, эколог и географ, доктор биологических наук (2013)[13].
- Михаил (род. 1978) — российский учёный географ, кандидат географических наук (2012)[14].

## Членство в организациях
- Заместитель председателя Научного совета по проблемам экологии, Секция общей биологии, Отделение биологических наук РАН
- член Научного совета по проблемам фундаментальной географии РАН
- член бюро Комиссии по заповедникам РАН
- член государственного экспертного совета и Научно-технического совета Госкомэкологии РФ, Минприроды России
- член экологического общества США (Ecological Society of America)
- член диссертационного совета, Институт географии РАН
- член Комиссии по охраняемым территориям РАН
- член научного экологического совета РАН
- член Совета по фундаментальным исследованиям в географии РАН
- руководитель проекта «Биосферные заповедники» и Российско-Американского двухстороннего проекта по окружающей среде
- эксперт проекта ГЭФ в России
- эксперт проектов WWF
- эксперт проектов ROLL
- эксперт Центра международных проектов (ЦМП)

1999 — действительный член Российской академии естественных наук.

## Участие в фильмах
- 1977 — документальный фильм «„Каллисто“ идет к атоллу Суворова».